# Ред Бад (Илиноис)
Ред Бад (енгл. Red Bud) град је у америчкој савезној држави Илиноис. По попису становништва из 2010. у њему је живело 3.698 становника.

## Демографија
Према попису становништва из 2010. у граду је живело 3.698 становника, што је 276 (8,1%) становника више него 2000. године.
| Група             | 2000.         | 2010.         |
| Белци             | 3.356 (98,1%) | 3.608 (97,6%) |
| Афроамериканци    | 0 (0,0%)      | 8 (0,2%)      |
| Азијати           | 11 (0,3%)     | 20 (0,5%)     |
| Хиспаноамериканци | 30 (0,9%)     | 40 (1,1%)     |
| Укупно            | 3.422         | 3.698         |